# Lambda Cancri
Piautos eller Lambda Cancri (λ Cancri förkortat Lambda Cnc, λ Cnc), som är stjärnans Bayer-beteckning, är en dubbelstjärna, i stjärnbilden Kräftan. Den har en skenbar magnitud av 5,93 och är svagt synlig för blotta ögat där ljusföroreningar ej förekommer. Baserat på parallaxmätningar inom Hipparcosuppdraget på ca 6 mas beräknas den befinna sig på ett avstånd av ca 550 ljusår (ca 168 parsek) från solen. 

## Nomenklatur
Piautos, "ögat", var en koptisk månasterism bestående av stjärnorna Xi Cancri och Lambda Leonis (Alterf).Internationella Astronomiska Unionen inrättade 2016 en arbetsgrupp för stjärnnamn (WGSN) med uppgift att katalogisera och standardisera riktiga namn för stjärnor. WGSN fastställde namnet Piautos för Lambda Cancri A i juni 2018 och det ingår nu i listan över IAU-godkända stjärnnamn.

## Egenskaper
Primärstjärnan Lambda Cancri A är en blå till vit stjärna i huvudserien av spektralklass B9.5 V. Den har en massa som är ca 2,1 gånger solens massa, en radie som är ca 2,8 gånger större än solens och utsänder ca 78 gånger mera energi än solen från dess fotosfär vid en effektiv temperatur på ca 9 500 K.
Lambda Cancri är en spektroskopisk dubbelstjärna där den närbelägna följeslagaren, Lambda Cancri B, har en massa som är ca 80 procent av solens massa och en effektiv temperatur på ca 4 600 K.